# San Pablo (Californie)
Pour les articles homonymes, voir San Pablo.
La ville américaine de San Pablo est située dans le comté de Contra Costa, dans l’État de Californie. Lors du recensement de 2010, sa population s’élevait à 29 139 habitants.

## Histoire
La zone dans laquelle se trouve l'actuel San Pablo était à l'origine occupée par la bande Cuchiyun du peuple indigène Ohlone. La région a été revendiquée par le roi d'Espagne à la fin du XVIIIe siècle et a été concédée comme pâturage à la Mission Dolores située dans l'actuelle San Francisco. 
Lors de l'indépendance du Mexique vis-à-vis de l'Espagne, les propriétés de l'église ont été sécularisées et en 1823, la région a fait l'objet d'une grande concession à un ancien soldat stationné au Presidio de San Francisco, Francisco María Castro. 
La concession a reçu le nom de Rancho San Pablo, d'où le nom de la ville actuelle et de l'une des plus anciennes routes principales de l'East Bay, l'actuelle San Pablo Avenue (connue à l'époque coloniale espagnole sous le nom de El Camino Real de la Contra Costa). 
Une reproduction historique de l'époque mexicaine de la ville est désignée comme California State Landmark (n° 512) : l'Alvarado Adobe, construite à l'origine en 1842 par l'un des fils de Francisco Castro, Jesús María Castro, pour sa mère, Gabriéla Berryessa de Castro. À la mort de Gabriéla en 1851, sa fille, Martina Castro de Alvarado, épouse de Juan Bautista Alvarado, gouverneur de Californie de 1836 à 1842, en a hérité. L'Alvarado Adobe a été démoli au milieu du XXe siècle pour faire place à un motel. Une reproduction a été construite plus tard et se trouve dans le San Pablo Civic Center, à l'angle nord-ouest de San Pablo Avenue et Church Lane. Une seule poutre de la structure originale est incorporée dans le toit de la structure de remplacement, à l'arrière de l'adobe, face à la cour intérieure.
Le premier bureau de poste a été établi en 1854. La ville s'est incorporée en 1948.

## Démographie
| 1870  | 1890 | 1950   | 1960   | 1970   | 1980   |
| ----- | ---- | ------ | ------ | ------ | ------ |
| 1 075 | 367  | 14 476 | 19 687 | 21 461 | 19 750 |

| 1990   | 2000   | 2010   | - | - | - |
| ------ | ------ | ------ | - | - | - |
| 25 158 | 30 215 | 29 139 | - | - | - |

## Politique
Selon le Secrétariat d'État de Californie, en date du 10 février 2019, San Pablo compte 11 121 électeurs inscrits. Parmi eux, 6 756 (60,7 %) sont inscrits au Parti démocrate (États-Unis), 626 (5,6 %) sont inscrits au Parti républicain (États-Unis), et 3 281 (29,5 %) n'ont pas déclaré d'affiliation à un parti politique.

## Source de la traduction
- (en) Cet article est partiellement ou en totalité issu de l’article de Wikipédia en anglais intitulé « San Pablo, California » (voir la liste des auteurs).

1. ↑  « Statistiques des États-Unis - Californie - Profils des communautés de 2010 » (consulté en novembre 2020)
2. ↑  « CA Secretary of State – Report of Registration – February 10, 2019 », sur ca.gov (consulté le 12 mars 2019)